# ماونت جولیات (تنسی)
ماونت جولیات(به انگلیسی: Mount Juliet) شهری در ایالت تنسی کشور ایالات متحده آمریکا است که جمعیت آن در سرشماری سال ۲۰۱۰ میلادی، ۲۳٬۶۷۱ نفر بوده است.
مونت ژولیت، شهری است که در غرب شهرستان ویلسون (تنسی)، ایالات متحده، واقع شده است. این شهر که یکی از حومه‌های نشویل (تنسی) محسوب می‌شود، تقریباً ۲۷ کیلومتر (۱۷ مایل) شرق مرکز شهر نشویل قرار دارد. مونت ژولیت عمدتاً بین دو مسیر اصلی ملی شرق به غرب، بزرگراه میان‌ایالتی ۴۰ و مسیر ۷۰ ایالات متحده، واقع شده است. بر اساس سرشماری سال ۲۰۲۰ ایالات متحده، جمعیت مونت ژولیت حدود ۳۹٬۲۸۹ نفر است و بزرگ‌ترین شهر در شهرستان ویلسون به‌شمار می‌رود. نام رسمی شهر در منشور آن "Mt. Juliet" ثبت شده است، اما خدمات پستی ایالات متحده نام آن را ماونت جولیت ذکر می‌کند.

## تاریخچه و ریشه‌یابی نام
مونت ژولیت در سال ۱۸۳۵ تأسیس و در سال ۱۹۷۲ به عنوان یک شهر ثبت شد. پذیرفته‌شده‌ترین نظریه در مورد نام‌گذاری این شهر این است که از نام Mount Juliet Estate، یک عمارت در شهرستان کیلکنی، ایرلند، گرفته شده است. این تنها شهر در ایالات متحده با این نام است. در ساعات اولیه روز ۳ مارس ۲۰۲۰، مونت ژولیت توسط یک گردباد EF3 مورد حمله قرار گرفت که صدها خانه، به همراه مدرسه راهنمایی West Wilson و ابتدایی Stoner Creek را ویران کرد. پنج نفر در این گردباد کشته شدند که سه نفر از آنها در مونت ژولیت بودند.

## مشخصات جغرافیایی و جمعیتی
مونت ژولیت در موقعیت جغرافیایی ۳۶°۱۲'۱۰" شمالی و ۸۶°۳۰'۴۹" غربی قرار دارد. بر اساس اداره سرشماری ایالات متحده آمریکا، مساحت کل شهر ۴۳ کیلومتر مربع (۱۶٫۶ مایل مربع) است که ۴۲ کیلومتر مربع (۱۶٫۲ مایل مربع) آن خشکی و ۰٫۷۸ کیلومتر مربع (۰٫۳ مایل مربع) آب است. کل مساحت شهر ۱٫۹۹٪ آب است. الحاقات اخیر در امتداد سمت شرقی جاده South Rutland و همچنین مبادله زمینی با شهر لبنان برای پروژه Bel Air at Beckwith، مساحت جغرافیایی شهر را به تقریباً ۵۶٫۴ کیلومتر مربع (۲۱٫۷۸ مایل مربع) افزایش داده است. مونت ژولیت بین دریاچه اولد هیکوری در شمال و دریاچه پرسی پریست در جنوب واقع شده است که هر دو مخازن دست‌ساز انسان هستند.

## آمار جمعیتی
مونت ژولیت ادعا می‌کند که «سریع‌ترین شهر در حال رشد در تنسی» است و با توجه به رشد آن از سال ۲۰۰۰ تا ۲۰۱۵ برای شهرهای تنسی با جمعیت بالای ۱۰٬۰۰۰ نفر، واجد شرایط این عنوان است. در سال‌های اخیر، شهرهای تامپسونز استیشن در شهرستان ویلیامسون و اسپرینگ هیل در شهرستان ویلیامسون رشد درصدی بیشتری داشته‌اند.